# Gipsy Kings (álbum)
Gipsy Kings es el nombre del tercer álbum del grupo francés de música flamenca y rumbera del mismo nombre, grabado en 1987 y editado en noviembre de ese mismo año. Fue un éxito radial en las discotecas en todo el mundo. En algunos países se les conocen como Bamboleo y Djobi djoba. Forma parte de la lista de  los 100 discos que debes tener antes del fin del mundo, publicada en 2012 por Sony Music.

## Lista de canciones
(Algunas son cantadas y otras sólo melodías)

| N.º | Título                           | Duración |  |
| 1.  | «Bamboleo»                       | 3:28     |  |
| 2.  | «Tú quieres volver»              | 3:19     |  |
| 3.  | «Moorea» (melodía flamenca)      | 4:08     |  |
| 4.  | «Bem bem María»                  | 3:06     |  |
| 5.  | «Un amor»                        | 3:43     |  |
| 6.  | «Inspiration» (melodía flamenca) | 3:31     |  |
| 7.  | «A mi manera»                    | 3:55     |  |
| 8.  | «Djobi djoba»                    | 3:30     |  |
| 9.  | «Faena» (melodía flamenca)       | 3:48     |  |
| 10. | «Quiero saber»                   | 4:13     |  |
| 11. | «Amor, amor»                     | 3:16     |  |
| 12. | «Duende» (melodía flamenca)      | 4:25     |  |